# 2016-2017年南大西洋颶風季

## 2014-2015風暴名稱
下面的名字將被用於南大西洋形成而又被命名的風暴。该名单于2011年由巴西海军水文中心拟定，不按年份劃分。该中心也自同一年开始对南大西洋的热带气旋与亚热带气旋进行命名工作，但是该中心目前并非世界气象组织指派的区域专责气象中心（英语：Regional Specialised Meteorological Centre，简称RSMC）。
黑色粗體名稱則表示該風暴活躍中，橙色表示下一個將會使用的名稱。 
| - Arani（未用） - Bapo（未用） - Cari（未用） - Deni - Eçaí | - Guará - Iba（未用） - Jaguar（未用） - Kamby（未用） - Mani（未用） |